# Aneflus minutivestis
Aneflus minutivestis är en skalbaggsart som beskrevs av Chemsak och Linsley 1963. Aneflus minutivestis ingår i släktet Aneflus och familjen långhorningar.
Artens utbredningsområde är:
- Costa Rica.
- El Salvador.
- Guatemala.
- Honduras.
- Nicaragua.
- Panama.

Inga underarter finns listade i Catalogue of Life.